# Quando a Alma Não É Pequena
Vol.2 - Quando a Alma Não É Pequena é o segundo álbum de estúdio da banda portuguesa Dead Combo. O álbum contou diversos convidados onde se destacam, Paulo Furtado (WrayGunn, The Legendary Tiger Man), Sérgio Nascimento (Humanos, David Fonseca), Nuno Rafael (Humanos, Sérgio Godinho), Peixe (Pluto).

## Faixas
1. After Peace, Swim Twice
2. Quando a Alma Não é Pequena
3. A Menina Dança? (no salão)
4. Rodada
5. Ana (Strawb)
6. O Menino, o Vento e o Mar
7. Canja Voodoo
8. Mr. Eastwood
9. Ai Que Vida!
10. Aquele Beijo Eterno
11. O Assobio (Canção do Avô)
12. Despedida (até sempre)
13. Esperanza (Bounty)
14. Song For B

## Créditos
- Tó Trips - (Guitarras),
- Pedro V. Gonçalves - (Contrabaixo, Kazoo, Melódica e Guitarras),